# Geotrypetes
Geotrypetes es un género de anfibios gimnofiones de la familia Dermophiidae. Es endémico de la zona tropical de África Occidental, y se adscriben a él estas 3 especies:
- Geotrypetes angeli Parker, 1936

- Geotrypetes pseudoangeli Taylor

- Geotrypetes seraphini Duméril, 1859